# Віллістон (Огайо)
Віллістон (англ. Williston) — переписна місцевість (CDP) в США, в окрузі Оттава штату Огайо. Населення — 439 осіб (2020).

## Географія
Віллістон розташований за координатами 41°36′9″ пн. ш. 83°20′31″ зх. д. / 41.60250° пн. ш. 83.34194° зх. д. (41.602614, -83.341909).  За даними Бюро перепису населення США в 2010 році переписна місцевість мала площу 1,58 км², уся площа — суходіл.

## Демографія
Згідно з переписом 2010 року, у переписній місцевості мешкало 487 осіб у 149 домогосподарствах у складі 102 родин. Густота населення становила 308 осіб/км².  Було 163 помешкання (103/км²).
Расовий склад населення:
| - 95,9 % — білих - 1,6 % — чорних або афроамериканців - 0,2 % — корінних американців |

До двох чи більше рас належало 1,6 %. Частка іспаномовних становила 3,7 % від усіх жителів.
За віковим діапазоном населення розподілялося таким чином: 19,3 % — особи молодші 18 років, 57,1 % — особи у віці 18—64 років, 23,6 % — особи у віці 65 років та старші. Медіана віку мешканця становила 49,4 року. На 100 осіб жіночої статі у переписній місцевості припадало 94,8 чоловіків;  на 100 жінок у віці від 18 років та старших — 88,0 чоловіків також старших 18 років.
Середній дохід на одне домашнє господарство  становив 60 704 долари США (медіана — 54 525), а середній дохід на одну сім'ю — 65 398 доларів (медіана — 54 525). За межею бідності перебувало 19,2 % осіб, у тому числі 0,0 % дітей у віці до 18 років та 0,0 % осіб у віці 65 років та старших.
Цивільне працевлаштоване населення становило 314 особи. Основні галузі зайнятості: освіта, охорона здоров'я та соціальна допомога — 36,3 %, виробництво — 31,8 %, мистецтво, розваги та відпочинок — 15,6 %, роздрібна торгівля — 3,8 %.